# Alu (volcan)
Pour les articles homonymes, voir Alu.
L'Alu est un volcan situé au nord-ouest du volcan Dalaffilla dans la région Afar en Éthiopie. D'une hauteur de 428 m, c'est un horst volcanique ellipsoïdal formé initialement d'anciennes coulées de lave basaltiques.